# Église Saint-Jean-Baptiste de Choisel
L'église Saint-Jean-Baptiste est une église catholique située dans la commune de Choisel, dans le département des Yvelines, en France.

## Localisation
Cette église est située au cœur du village, à l'interesection de la rue de la Maison-Forte, de la rue du Lavoir, de la route des Sablières et de la route de la Grange-aux-Moines. Tout à côté se trouvent un ancien lavoir, et l'hôtel de ville de la commune.

## Historique
Elle a été bâtie à l'orée du XIIIe siècle par Jean de Soisy, seigneur de Choisel.
Les voûtes du chœur et les fresques murales ont été commandées au XVIIe siècle par Pierre Loriot, curé de la paroisse.
À la fin du XVIIe siècle, le curé Pierre Masson fait agrandir le chœur. Une nouvelle chaire posée en 1683.
Le portail ouest est postérieur à 1838, et la flèche date de 1867.
Elle est inscrite au titre des Monuments historiques par arrêté du 8 mars 1982.

## Description
L'édifice est fait de pierres de meulière et de grès. La nef centrale est couverte de voûtes d'ogives quadripartites. Le clocher s'élève au-dessus de la chapelle de la Vierge.

## Galerie

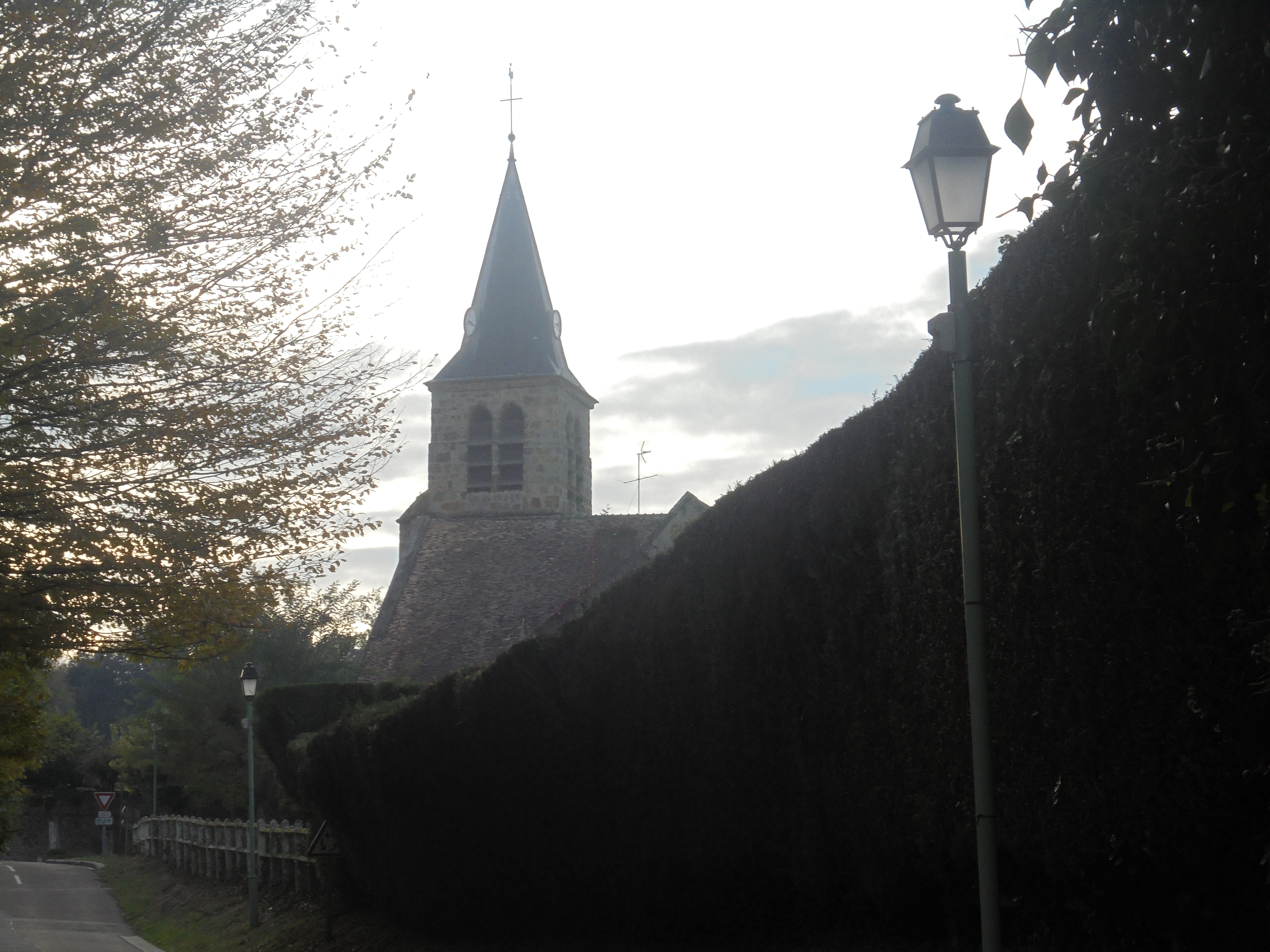
Église Saint-Jean-Baptiste de Choisel, en novembre 2018.
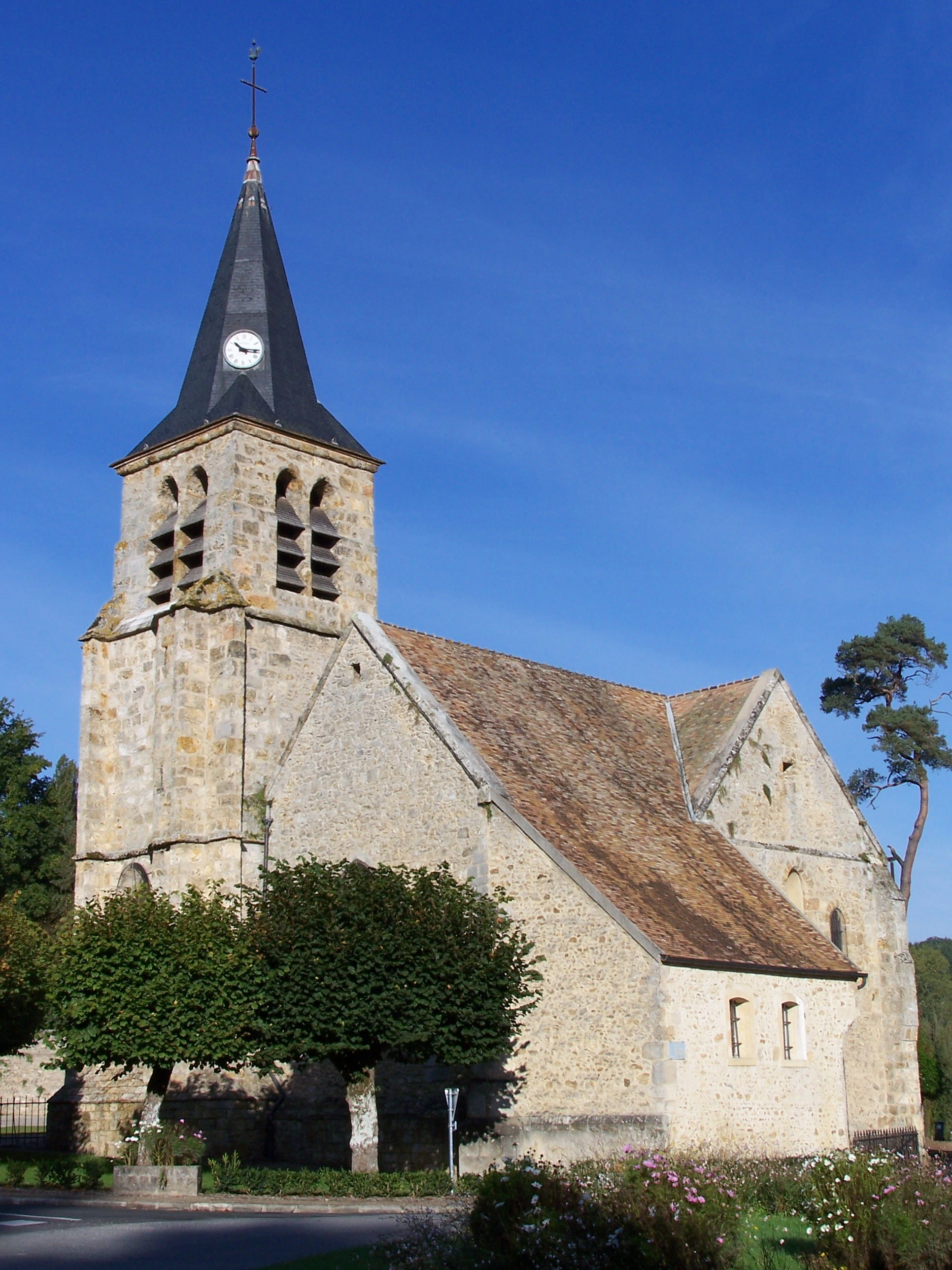
Choisel : Église Saint-Jean-Baptiste.
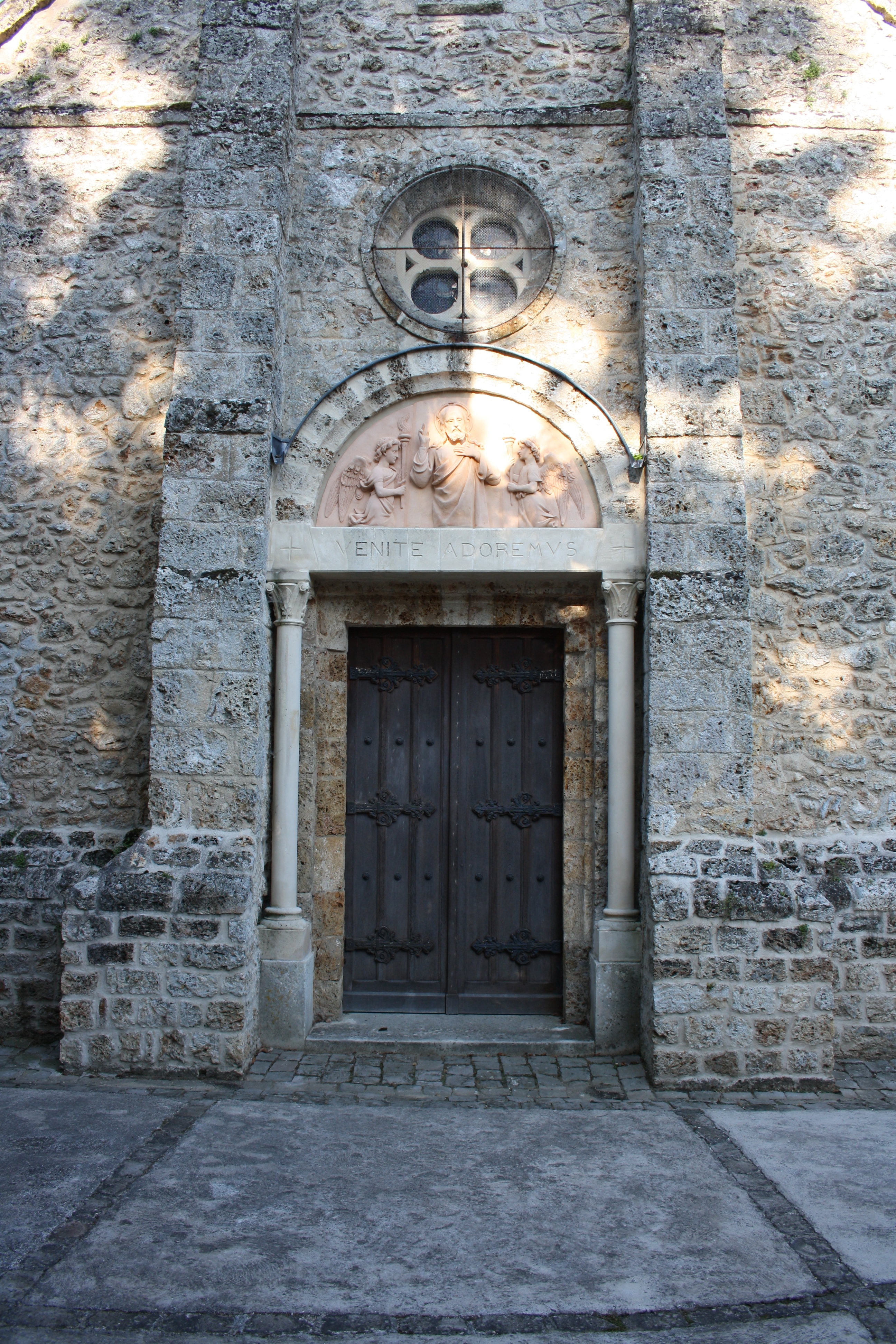
L'entrée de l'église, en 2011.